# 트레이닝 데이
《트레이닝 데이》(영어: Training Day)는 2001년 미국의 네오누아르 범죄 스릴러 영화로, 로스앤젤레스 시경찰국 형사 얼론조 해리스의 마약 수사 일기를 다룬다. 앤트완 퓨콰가 연출하고 데이비드 에이어가 각본을 썼다. 덴절 워싱턴이 얼론조 해리스 역을 맡았고, 그 외에 이선 호크, 에바 멘데스, 스콧 글렌 등이 출연하였다.

## 줄거리
제이크 호이트는 로스앤젤레스 경찰국(LAPD)의 신참 경찰로, 마약반 발탁을 위한 1일 평가를 받게 된다. 그의 평가를 맡은 인물은 유능하지만 위험한 베테랑 형사 알론조 해리스다.
알론조는 자신의 자동차로 제이크를 데리고 시내를 돌아다니며 실전 교육을 시작한다. 처음으로 그들은 대마초를 구매한 대학생들을 단속하고, 알론조는 이를 압수한 뒤 직접 피워보라고 강요한다. 제이크가 거부하자 알론조는 총을 들이대며 거리에서는 이런 선택이 생명을 위협할 수 있다고 경고한다. 제이크는 결국 피우고 환각 상태에 빠진다. 알론조는 웃으며 그것에 PCP가 섞여 있었다고 밝힌다.
두 사람은 이후 전직 경찰이자 마약상이 된 로저를 방문하고, 돌아오는 길에 제이크는 골목에서 한 소녀가 성폭행당할 뻔한 장면을 목격해 개입한다. 소녀는 ‘레티’라는 이름의 십대였고, 알론조는 공격자들에게 겁을 주기만 하고 체포하지 않는다. 제이크는 현장에서 레티의 지갑을 주워 챙긴다.
이들은 '블루'라는 마약상을 체포하는데, 블루는 감옥에 있는 갱단 우두머리 샌드맨에 대한 정보를 제공한다. 알론조는 위조된 수색 영장을 이용해 샌드맨의 집에서 4만 달러를 훔친다. 점심에는 알론조가 동거 중인 여성 사라와 아들을 방문하고, 곧 이어 알론조는 ‘세 명의 현자’라 불리는 고위 경찰 간부들과 만나 자신의 상황을 설명한다. 라스베이거스에서 러시아 마피아 조직원 한 명을 죽인 알론조는 이제 거액의 보복금을 지불하지 않으면 목숨이 위태로운 처지다. 간부들은 도피를 권유하지만, 알론조는 자신이 통제할 수 있다며 이를 거절한다.
그는 부하들을 소집하고 제이크를 데리고 다시 로저의 집을 방문해 압수 수색을 벌인다. 로저의 금고에서 400만 달러를 빼앗은 알론조는 그중 일부를 나눠 갖는다. 제이크가 이 돈을 거부하자 알론조와 부하들은 불안해한다. 결국 알론조는 로저를 살해하고 사건을 정당방위로 조작하려 한다. 제이크는 이에 강하게 반발하며 총격전 직전까지 간다. 알론조는 지금까지의 일이 제이크를 협박하기 위한 계획이었다며, PCP 복용 사실이 드러나지 않게 해주는 조건으로 협조를 요구한다. 제이크는 마지못해 따르게 된다.
밤이 되어 알론조는 제이크를 ‘스마일리’라는 갱단의 집에 데려다 놓고 혼자 떠난다. 스마일리와 그의 일당은 알론조에게 돈을 받고 제이크를 살해하려 한다. 제이크는 필사적으로 탈출하려 하지만 붙잡혀 화장실에서 처형당할 뻔한다. 그러나 스마일리의 사촌이 제이크가 구해준 소녀 ‘레티’라는 사실이 확인되자, 스마일리는 그에게 보답하며 풀어준다.
분노한 제이크는 알론조가 러시아 마피아에 돈을 주러 가기 전 그의 집으로 찾아간다. 격렬한 총격전 끝에 제이크는 거리에서 알론조를 제압하고 체포를 시도한다. 알론조는 주민들에게 제이크를 죽이면 돈을 주겠다고 외치지만, 그의 폭압에 지친 동네 사람들은 외면한다. 제이크는 알론조가 훔친 돈을 증거로 경찰에 넘기기 위해 챙기고, 주민들은 그의 퇴장을 묵인한다.
무너진 알론조는 동네 사람들에게 분풀이하며 협박하지만, 이미 그는 영향력을 잃은 상태다. 결국 그는 공항으로 달아나려다 러시아 마피아에게 기습당해 사망하고, 제이크는 집으로 돌아간다. 뉴스에는 알론조의 사망 소식이 보도된다.

## 출연
- 덴절 워싱턴 - 얼론조 해리스 형사 역
- 이선 호크 - 제이크 호이트 경관 역
- 스콧 글렌 - 로저 역
- 톰 베런저 - 스탠 거스키 역
- 해리스 율린 - 더그 로젤리 형사 역
- 레이먼드 J. 배리 - 루 제이컵스 서장 역
- 클리프 커티스 - 스마일리 역
- 레이먼드 크루즈 - 스나이퍼 역
- 노엘 구글리에미 - 모레노 역
- 스눕 도그 - 블루 역
- 메이시 그레이 - 샌드맨 아내 역
- 샬럿 아이아나 - 리사 역
- 에바 멘데스 - 세라 역
- 닥터 드레이 - 폴 역
- 닉 친런드 - 팀 역
- 제이미 P. 고메즈 - 마크 역
- 피터 그린 - 제프 역
- 서맨사 에스터반 - 레티 역
- 클리 "시히드" 슬론 - 본 역
- 프랜 크랜즈 - 대학생 운전자 역
- 테리 크루스 - 갱단원 역 (크레디트 미기재)

## 우리말 녹음
SBS 성우진 (2007년 1월 13일)
- 안지환 - 얼론조 해리스(덴절 워싱턴)
- 김영선 - 제이크 호이트(이선 호크)
- 김기현 - 로저(스콧 글렌)
- 이종혁 - 스탠 거스키(톰 베런저) / 스나이퍼(레이먼드 크루즈) / 코카인 중독자(윌 스튜어트)
- 박상일 - 더그 로젤리(해리스 율린)
- 성창수 - 코카인 중독자(갈런드 휫)
- 손선근 - 제프(피터 그린)
- 장호비 - 폴(닥터 드레이) / 모레노(노엘 구글리에미)
- 배주영 - 레티(서맨사 에스터반)
- 김용준 - 스마일리(클리프 커티스) / 팀(닉 친런드) / 학생(프랜 크랜즈)
- 소연 - 세라(에바 멘데스) / 리사(샬럿 아이아나)
- 윤세웅 - 마크(제이미 P. 고메즈) / 흑인(클리 "시히드" 슬론)
- 이자옥 - 샌드맨 아내(메이시 그레이)